# Barton (Vermont)
Barton ist eine Town im Orleans County des Bundesstaates Vermont in den Vereinigten Staaten mit 2872 Einwohnern (laut Volkszählung von 2020).

## Geografie

### Geografische Lage
Barton liegt im Osten des Orleans Countys. Auf dem Gebiet der Town befinden sich mehrere Seen. Der größte ist der im Süden liegende Christal Lake, östlich davon befindet sich der May Pond und im Westen der Baker Pond. Im Norden der Town liegt die Willoughby Falls State Wildlife Management Area. Der Barton River durchfließt die Town in nördlicher Richtung und mündet im Lac Memphrémagog. Das Gebiet der Town ist hügelig, die höchste Erhebung ist der 600 m hohe May Hill.

### Nachbargemeinden
Alle Entfernungen sind als Luftlinien zwischen den offiziellen Koordinaten der Orte aus der Volkszählung 2010 angegeben.
- Norden: Brownington, 3,2 km
- Osten: Westmore, 16,9 km
- Südosten: Sutton, 13,2 km
- Süden: Sheffield, 6,2 km
- Südwesten: Glover, 9,8 km
- Westen: Albany, 21,3 km
- Nordwesten: Irasburg, 14,9 km

### Stadtgliederung
Auf dem Gebiet der Town befinden sich zwei incorporated Villages, das 1875 mit eigenständigen Rechten versehene Barton zentral in der Town, am Nordufer des Christal Lakes gelegen und Orleans 1879 mit eigenständigen Rechten versehen, im Nordwesten angrenzend an das Willoughby Falls State Wildlife Management Area.

### Klima
Die mittlere Durchschnittstemperatur in Barton liegt zwischen −11,7 °C (11 °Fahrenheit) im Januar und 18,3 °C (65 °Fahrenheit) im Juli. Damit ist der Ort gegenüber dem langjährigen Mittel der USA um etwa 9 Grad kühler. Die Schneefälle zwischen Mitte Oktober und Mitte Mai liegen mit mehr als zwei Metern etwa doppelt so hoch wie die mittlere Schneehöhe in den USA. Die tägliche Sonnenscheindauer liegt am unteren Rand des Wertespektrums der USA, zwischen September und Mitte Dezember sogar deutlich darunter.

## Geschichte

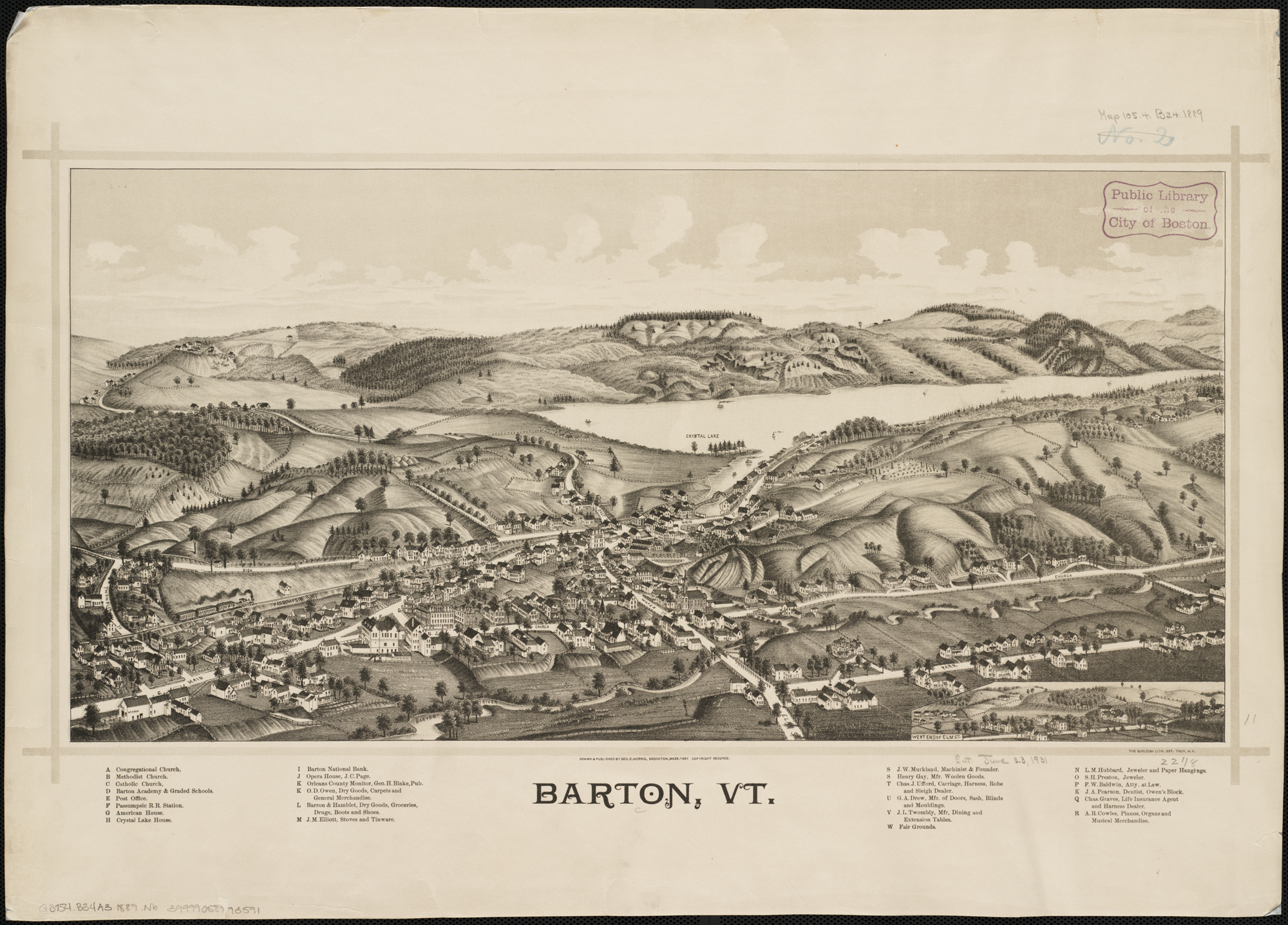
Barton, 1889

Ausgerufen wurde der Grant für Barton am 28. Oktober 1781. Den Grant bekamen Colonel William Barton und weitere. Nach Colonel Barton wurde die Town dann auch am 20. Oktober 1789 bei der Gründung benannt. 1796 startete die Besiedlung der Town, die ersten Siedler stammten wie Colonel Barton aus Rhode Island oder aus New Hampshire. Die konstituierende Sitzung fand am 20. März 1798 statt.
Das im Nordwesten liegende Village Orleans ist das größte Village in Vermont. Die günstige Lage am Zusammenfluss des Willoughby Rivers in den Barton River begünstigte die Entwicklung von Orleans und Barton.

### Einwohnerentwicklung
| Volkszählungsergebnisse – Town of Barton, Vermont | Volkszählungsergebnisse – Town of Barton, Vermont | Volkszählungsergebnisse – Town of Barton, Vermont | Volkszählungsergebnisse – Town of Barton, Vermont | Volkszählungsergebnisse – Town of Barton, Vermont | Volkszählungsergebnisse – Town of Barton, Vermont | Volkszählungsergebnisse – Town of Barton, Vermont | Volkszählungsergebnisse – Town of Barton, Vermont | Volkszählungsergebnisse – Town of Barton, Vermont | Volkszählungsergebnisse – Town of Barton, Vermont | Volkszählungsergebnisse – Town of Barton, Vermont |
| Jahr                                              | 1800                                              | 1810                                              | 1820                                              | 1830                                              | 1840                                              | 1850                                              | 1860                                              | 1870                                              | 1880                                              | 1890                                              |
| ------------------------------------------------- | ------------------------------------------------- | ------------------------------------------------- | ------------------------------------------------- | ------------------------------------------------- | ------------------------------------------------- | ------------------------------------------------- | ------------------------------------------------- | ------------------------------------------------- | ------------------------------------------------- | ------------------------------------------------- |
| Einwohner                                         | 128                                               | 447                                               | 372                                               | 726                                               | 852                                               | 987                                               | 1590                                              | 1911                                              | 2364                                              | 2217                                              |
| Jahr                                              | 1900                                              | 1910                                              | 1920                                              | 1930                                              | 1940                                              | 1950                                              | 1960                                              | 1970                                              | 1980                                              | 1990                                              |
| Einwohner                                         | 2790                                              | 3346                                              | 3506                                              | 3469                                              | 3371                                              | 3298                                              | 3066                                              | 2874                                              | 2990                                              | 2967                                              |
| Jahr                                              | 2000                                              | 2010                                              | 2020                                              | 2030                                              | 2040                                              | 2050                                              | 2060                                              | 2070                                              | 2080                                              | 2090                                              |
| Einwohner                                         | 2780                                              | 2810                                              | 2872                                              |                                                   |                                                   |                                                   |                                                   |                                                   |                                                   |                                                   |

## Kultur und Sehenswürdigkeiten

### Parks
Im Norden der Town befindet sich die Willoughby Falls Wildlife Management Area.
Der Crystal Lake State Park befindet sich am Crystal Lake. Dieser hieß ursprünglich Bell Lake und wurde in Crystal Lake umbenannt, da sein Wasser außerordentlich rein und klar ist. Am Ostufer gab es einen Granitsteinbruch, dessen Steine auch zur Errichtung des Parkhauses genutzt wurden. Das Haus wurde vom CCC gebaut.
Der Crystal Lake ist etwa drei Meilen lang und etwa eine Meile breit. Er ist ein Gletschersee, der zwischen den Roughhewn-Bergen liegt.

## Wirtschaft und Infrastruktur

### Verkehr
Die Interstate 91 verläuft in nordsüdlicher Richtung durch Barton, von Derby im Norden nach Sheffield im Süden. Ebenfalls in nordsüdlicher Richtung und teilweise parallel zur Interstate 91, dann entlang des Christal Lakes verläuft der U.S. Highway 5 von Coventry im Norden nach Sutton im Süden. Von ihr zweigt die Vermont State Route 16 in westlicher Richtung nach Westmore ab. Die Bahnstrecke White River Junction–Lennoxville hat eine Haltestelle in Barton.

### Öffentliche Einrichtungen
In Barton gibt es kein eigenes Krankenhaus. Das nächstgelegene Krankenhaus ist das North Country Hospital & Health Care in Newport City.

### Bildung
Barton gehört zur Orleans Central Supervisory Union. In Barton befindet sich die Barton Academy and Graded School, eine Grund- und Mittelschule mit Schulklassen bis zum achten Schuljahr.
Die Barton Public Library befindet sich an der Church Street in Barton.

## Persönlichkeiten

### Söhne und Töchter der Stadt
- Henry M. Leland (1843–1932), Automobilunternehmer und Gründer der Unternehmen Cadillac und Lincoln
- Susan Dunklee (* 1986), Biathletin, Skilangläuferin und Leichtathletin

### Persönlichkeiten, die vor Ort gewirkt haben
- Rhoda Bubendey Métraux (1914–2003), Anthropologin und Schriftstellerin